# Antonio Sancho de Benevento
Antonio Sancho de Benevento (Benevento, Koninkrijk Napels - Alfauir, Koninkrijk Valencia, 16e eeuw) was een renaissance goudsmid en monnik in het Klooster van Sant Jeroni de Cotalba, naast Gandia, in de provincie Valencia, Spanje.

## Werken
Zijn belangrijkste werk was de monstrans van het klooster van Sant Jeroni de Cotalba in 1548, beschouwd als een van de beste in Spanje. Het duurde zeven jaar om te voltooien. De kwaliteit en de techniek was vergelijkbaar met die van de beheerders van de Kathedraal van Toledo of de Kathedraal van Santiago de Compostella, een van de mooiste voorbeelden van de Spaanse renaissance goudsmid. Na de Spaanse confiscatie ging de monstrans naar de collegiale basiliek van Gandia. Het werd tentoongesteld op de Wereldtentoonstelling van 1929 in Barcelona, maar het is verdwenen tijdens de Spaanse Burgeroorlog.
Benevento heeft ook andere werken gemaakt zoals  reliekhouders, goud en beelden van de Maagd Maria en Hiëronymus van Stridon, maar die zijn tegenwoordig allemaal verloren.